# Jean Nicolay
Jean Nicolay (Lieja, 27 de diciembre de 1937 - ibídem, 18 de agosto de 2014) fue un futbolista belga que jugaba en la demarcación de portero.

## Biografía
Debutó como futbolista en 1956 con el Standard Lieja. Llegó a jugar un total de 501 partidos con el club. Además se hizo con la Primera División de Bélgica en cuatro ocasiones. Además de la Copa de Bélgica en 1966 h en 1967. Durante su estancia llegó a ganar también el Zapato de Oro, llegando a ser nominado al Balón de Oro de 1964. Dejó el club en 1969, momento en el que fichó por el RDC Molenbeek por dos temporadas. Finalmente se retiró en el RFC Tilleur-Saint-Nicolas en 1973.
Falleció el 18 de agosto de 2014 en Lieja a los 76 años de edad.

## Selección nacional
Debutó como internacional con la selección de fútbol de Bélgica el 24 de mayo de 1959 en un partido amistoso en el Estadio Rey Balduino, contra Austria, con un resultado adverso de 2-0. En total jugó 39 partidos, jugando su último partido el 8 de octubre de 1967 contra Polonia en un partido de clasificación para la Eurocopa 1968.

## Clubes
| Club                      | País    | Año         | Partidos |
| ------------------------- | ------- | ----------- | -------- |
| Standard Lieja            | Bélgica | 1956 - 1969 | 501      |
| RDC Molenbeek             | Bélgica | 1969 - 1971 | ¿?       |
| RFC Tilleur-Saint-Nicolas | Bélgica | 1971 - 1973 | ¿?       |

## Palmarés

### Campeonatos nacionales
| Título                      | Club           | País    | Año  |
| --------------------------- | -------------- | ------- | ---- |
| Primera División de Bélgica | Standard Lieja | Bélgica | 1958 |
| Primera División de Bélgica | Standard Lieja | Bélgica | 1961 |
| Primera División de Bélgica | Standard Lieja | Bélgica | 1963 |
| Primera División de Bélgica | Standard Lieja | Bélgica | 1969 |
| Copa de Bélgica             | Standard Lieja | Bélgica | 1966 |
| Copa de Bélgica             | Standard Lieja | Bélgica | 1967 |

| Título        | Club           | País    | Año  |
| ------------- | -------------- | ------- | ---- |
| Zapato de Oro | Standard Lieja | Bélgica | 1963 |